# الحديقة الوطنية بجبل مغيلة
الحديقة الوطنية بجبل مغيلة هي الحد الفاصل بين القصرين من الناحية الجنوبية وسيدي بوزيد من الناحية الشمالية. يتعايش فيها الإنسان مع المنظومة الطبيعية المتوفرة بالجبل وهي واحدة من بين 20 حديقة وطنية في الجمهورية التونسية وقع احداثها سنة 2010 وتمسح 16249 هكتارا وهي تمتد على جزء من مساحة أربع معتمديات من ولايتى القصرين وسيدي بوزيد وهي سبيبة وسبيطلة وجلمة والسبالة.

## التطوير
علی الرغم من حداثتها ظلت محور اهتمام المسؤولين الذين أشرفوا علی وزارتي السياحة والبيئة خصوصا في مرحلة ما بعد الثورة التونسية والخبراء والمختصين في ذات القطاع علی الصعيدين المحلي والجهوي حيث تم الإعلان في الأشهر القليلة الماضية عن مناقصة حول استكمال المشروع واحداث وتهيئة 3 مداخل للحديقة الوطنية بمغيلة وإقامة سياج علی مساحة 25 هكتارا حول قمة الجبل بهدف تجميع بعض الحيوانات البرية علی غرار الأروية والغزلان الجبلية والخنازير الوحشية وغيرها من الحيوانات التي تقدر علی العيش هناك.

## خصائصها
وقع الاهتمام بهذه الحديقة لحماية الثروة النباتية الموجودة بالجبل وذلك بالاتفاق بين المشرفين علی إدارة الغابات ومتساكني هذه المناطق التابعين لكل من ولايتى القصرين وسيدي بوزيد المقدرين تقريبا بحوالى 12 الف ساكن (أي حوالى 1100 عائلة) في اطار مقاربة تشاركية بين المسؤول في إدارة الغابات والمواطن حول المحافظة علی هذا المعلم السياحي لما سيلعبه من دور فعال في تنمية الوضع الاقتصادي والتنموي بالجهة بفضل ما سيجلبه من السياح الذين يرغبون في الترويح عن أنفسهم والزوار المهوسين بحب الاطلاع فضلا عن عائدات الرحلات الترفيهية التي ينظمها التلاميذ والطلبة من مختلف ولايات الجمهورية.
و للإشارة فان ارتفاع جبل مغيلة يصل إلى 1380 مترا ويأوي ثروة حيوانية متنوعة تتمثل في الطيور والزواحف بجميع أنواعها والخنزير الوحشى والقط البرى والثعلب وابن أوى كما يتميز بغطاء نباتى تنتشر به أشجار الصنوبر الجبلى والعرعار والإكليل وغيرها من الاعشاب الجبلية.